# Saissetia somereni
Saissetia somereni är en insektsart som först beskrevs av Robert Newstead 1910.  Saissetia somereni ingår i släktet Saissetia och familjen skålsköldlöss. Inga underarter finns listade i Catalogue of Life.